# Kanton Pierrelatte
Der Kanton Pierrelatte war bis 2015 ein französischer Wahlkreis im Arrondissement Nyons, im Département Drôme und in der Region Rhône-Alpes; sein Hauptort war Pierrelatte.
Der vier Gemeinden umfassende Kanton Pierrelatte hatte 20.068 Einwohner (Stand: 2012). Die Fläche betrug 116,61 km².

## Gemeinden
| Gemeinde                | Einwohner | Fläche in ha |
| ----------------------- | --------- | ------------ |
| Donzère                 | 4379      | 3206         |
| La Garde-Adhémar        | 1075      | 2773         |
| Les Granges-Gontardes   | 559       | 726          |
| Pierrelatte (chef-lieu) | 11943     | 4956         |